# DYDC1
DYDC1 (англ. DPY30 domain containing 1) – білок, який кодується однойменним геном, розташованим у людей на 10-й хромосомі. Довжина поліпептидного ланцюга білка становить 177 амінокислот, а молекулярна маса — 20 893.
| 10         |  | 20         |  | 30         |  | 40         |  | 50         |
| ---------- |  | ---------- |  | ---------- |  | ---------- |  | ---------- |
| MESIYLQKHL |  | GACLTQGLAE |  | VARVRPVDPI |  | EYLALWIYKY |  | KENVTMEQLR |
| QKEMAKLERE |  | RELALMEQEM |  | MERLKAEELL |  | LQQQQLALQL |  | ELEMQEKERQ |
| RIQELQRAQE |  | QLGKEMRMNM |  | ENLVRNEDIL |  | HSEEATLDSG |  | KTLAEISDRY |
| GAPNLSRVEE |  | LDEPMFSDIA |  | LNIDQDL    |  |            |  |            |

A: Аланін

C: Цистеїн

D: Аспарагінова кислота

E: Глутамінова кислота

F: Фенілаланін

G: Гліцин

H: Гістидин

I: Ізолейцин

K: Лізин

L: Лейцин

M: Метіонін

N: Аспарагін

P: Пролін

Q: Глутамін

R: Аргінін

S: Серин

T: Треонін

V: Валін

W: Триптофан

Задіяний у такому біологічному процесі, як альтернативний сплайсинг. 